# Phloeophila pleurothallopsis
Phloeophila pleurothallopsis là một loài thực vật có hoa trong họ Lan. Loài này được (Kraenzl.) Pridgeon & M.W.Chase mô tả khoa học đầu tiên năm 2001.